# Copa Mundial de Rugby League de 1972
La Copa Mundial de Rugby League de 1972 fue la sexta edición de la Copa del Mundo de Rugby League.

## Equipos
- Australia
- Francia
- Gran Bretaña
- Nueva Zelanda

## Fase de grupos
| Equipo        | Encuentros | Encuentros | Encuentros | Encuentros | Tantos  | Tantos    | Tantos     | Puntos |
| Equipo        | jugados    | ganados    | empatados  | perdidos   | a favor | en contra | diferencia | Puntos |
| ------------- | ---------- | ---------- | ---------- | ---------- | ------- | --------- | ---------- | ------ |
| Gran Bretaña  | 3          | 3          | 0          | 0          | 93      | 44        | +49        | 6      |
| Australia     | 3          | 2          | 0          | 1          | 61      | 41        | +20        | 4      |
| Francia       | 3          | 1          | 0          | 2          | 33      | 53        | −20        | 2      |
| Nueva Zelanda | 3          | 0          | 0          | 3          | 33      | 82        | −49        | 0      |

Nota: Se otorgan 2 puntos al equipo que gane un partido, 1 al que empate y 0 al que pierda.
|  | Clasifican a la final |

### Final
| 11 de noviembre | Gran Bretaña | 10 - 10 | Australia | Estadio Gerland, Lyon          |  |
|                 |              |         |           | Asistencia: 4.231 espectadores |  |

| Bandera del Reino Unido |
| Campeón Gran Bretaña    |
| Tercer título           |